# Ich tu dir weh
"Ich tu dir weh" (hr. Nanosim ti bol) drugi je singl njemačkog industrial metal-sastava Rammstein s njihovog šestog studijskog albuma Liebe ist für alle da. 
Zbog sadomazohizma koji se spominje u pjesmi, za nastupe uživo morali su izmijeniti riječi, jer je njemačko povjerenstvo Bundesprüfstelle für jugendgefährdende Medien pjesmu proglasilo neprikladnom.
Spot za pjesmu objavljen je 21. prosinca 2009. na stranici za odrasle visit-X.

## Popis pjesama
Ograničeni CD singl
1. Ich tu dir weh (radio edit) - 3:57
2. Pussy ("Lick It" remiks Scootera) - 4:54
3. Rammlied ("Rammin' The Steins" remiks Devina Townsenda) - 5:09
4. Ich tu dir weh ("Smallboy" remiks Jochena Schmalbacha) - 6:42

12" vinil
1. Ich tu dir weh - 5:01
2. Pussy ("Lick It" remiks Scootera) - 4:54
3. Rammlied ("Rammin' The Steins" remiks Devina Townsenda) - 5:09
4. Ich tu dir weh ("Smallboy" remiks Jochena Schmalbacha) - 6:42

UK 12" bijeli vinil
1. Ich tu dir weh (radio edit) - 3:57
2. Ich tu dir weh ("Fukkk Offf" remiks Bastiana Heerhorsta) - 6:07

7" jednostrani vinil
1. Ich tu dir weh (Radio Edit) - 3:57

Digitalni download EP
1. Ich tu dir weh (Radio Edit) - 3:57
2. Pussy ("Lick It" remiks Scootera) - 4:54
3. Rammlied ("Rammin' The Steins" remiks Devina Townsenda) - 5:09
4. Ich tu dir weh ("Smallboy" remiks Jochena Schmalbacha) - 6:42
5. Ich tu dir weh ("Fukkk Offf" remiks Bastiana Heerhorsta) - 6:07

## Vanjske poveznice
- Službeni videospot